# Müllrose
Müllrose (lågsorbiska: Miłoraz) är en småstad i östra Tyskland, belägen omkring 14 km sydväst om Frankfurt an der Oder, i länet Landkreis Oder-Spree i förbundslandet Brandenburg.  Staden administrativ huvudort för kommunalförbundet Amt Schlaubetal.  Ortens historia är nära förbunden med den spannmålskvarn som ligger i orten, första gången omnämnd 1275, och som fortfarande idag är östra Brandenburgs största producent av mjöl.

## Geografi

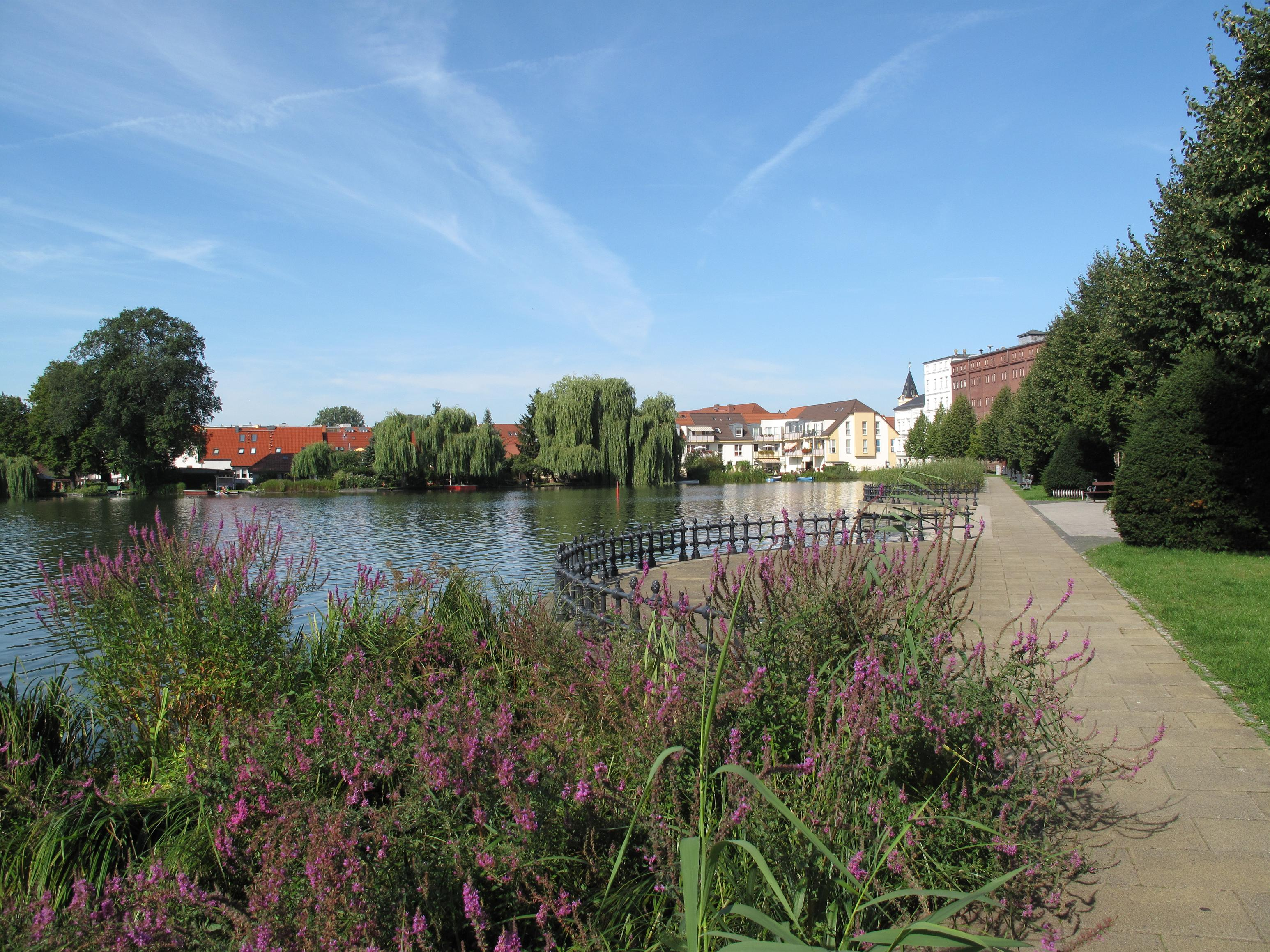
Grosser Müllroser See

Müllrose ligger där floden Schlaube rinner ut i Kleiner Müllroser See, norr om Grosser Müllroser See, intill Oder-Spreekanalen. Söder om staden ligger naturreservatet Naturpark Schlaubetal.
Staden ligger mitt emellan kreishuvudorten Beeskow, 14 km åt sydväst, och den närmaste större staden Frankfurt an der Oder, 14 km åt nordost.

### Administrativ indelning
Staden är en amtstillhörig stad, vilket innebär att stadskommunen utgör en del av ett kommunalförbundet, Amt Schlaubetal, där den också är huvudort.  Staden indelas administrativt i:
- Müllroses stadskärna

samt stadsdelarna alla tidigare kommuner:
- Kaisermühl (1962)
- Biegenbrück (1972)
- Dubrow (1974)

## Historia

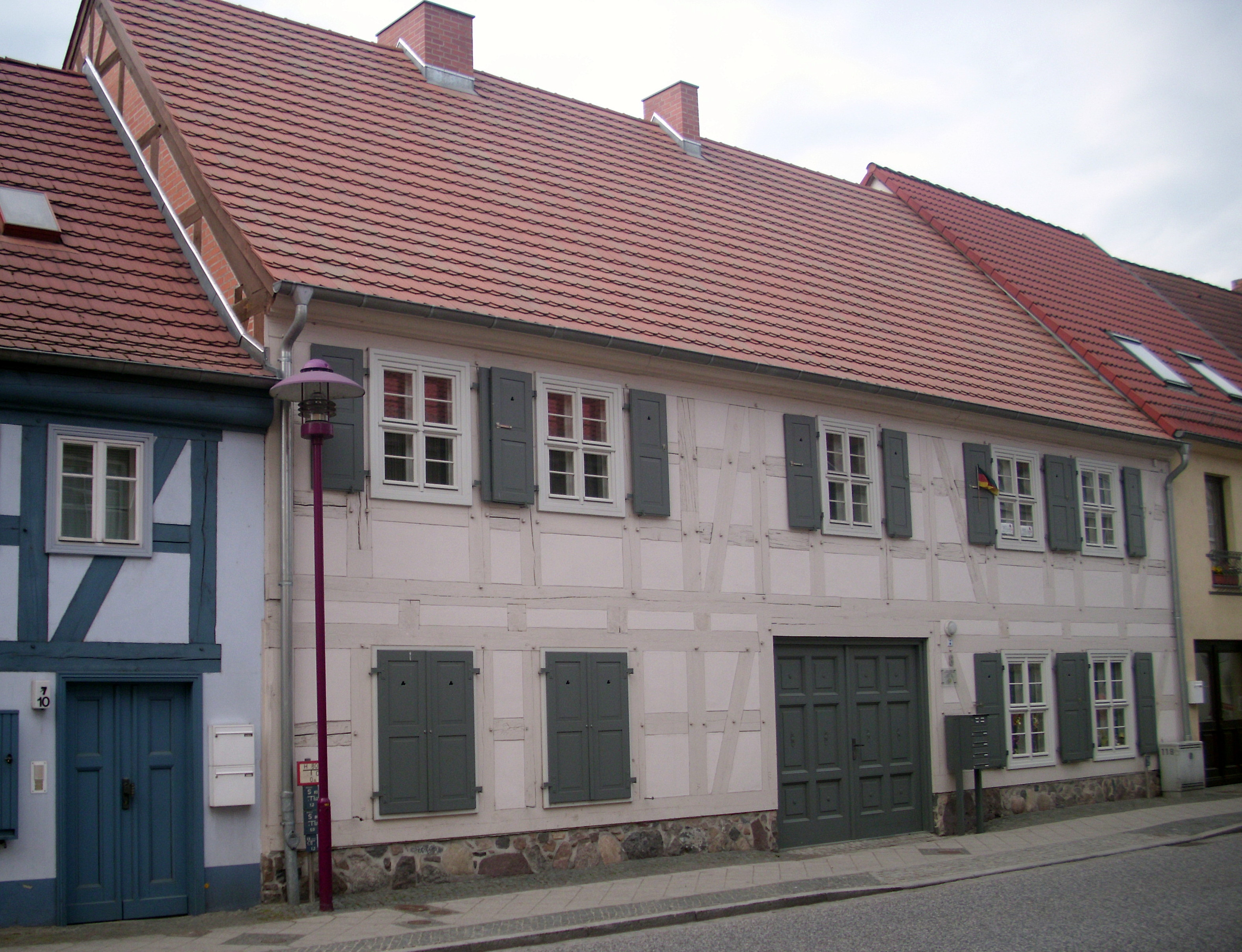
Borgargård

### Medeltida stad
Det första dokument som omnämner staden, under namnet Molrasen, är från 1275.  Av dokumentet framgår att staden grundades av markgreven Otto III av Brandenburg, någon gång mellan 1258 och 1265.  Stadens namn tros vara av slaviskt ursprung och har med tiden ändrat uttal och stavning.  Den moderna stavningen Müllrose är belagd sedan 1770.
Staden hade år 1275 redan en kyrka och en kvarn och under medeltiden anlades en borg, Häschkenburg, vid Katharinensee.  Müllrose förblev en lantlig småstad, med lantbruk som en viktig näring.  Staden och borgen förstördes i april 1432 under husiterkrigen. Mellan 1444 och 1665 var staden i adelsfamiljen von Burgsdorffs ägo, och fram till 1808 var staden underställd länsherrarna i området.  En skola i staden omnämns första gången 1571.

### Industrialisering

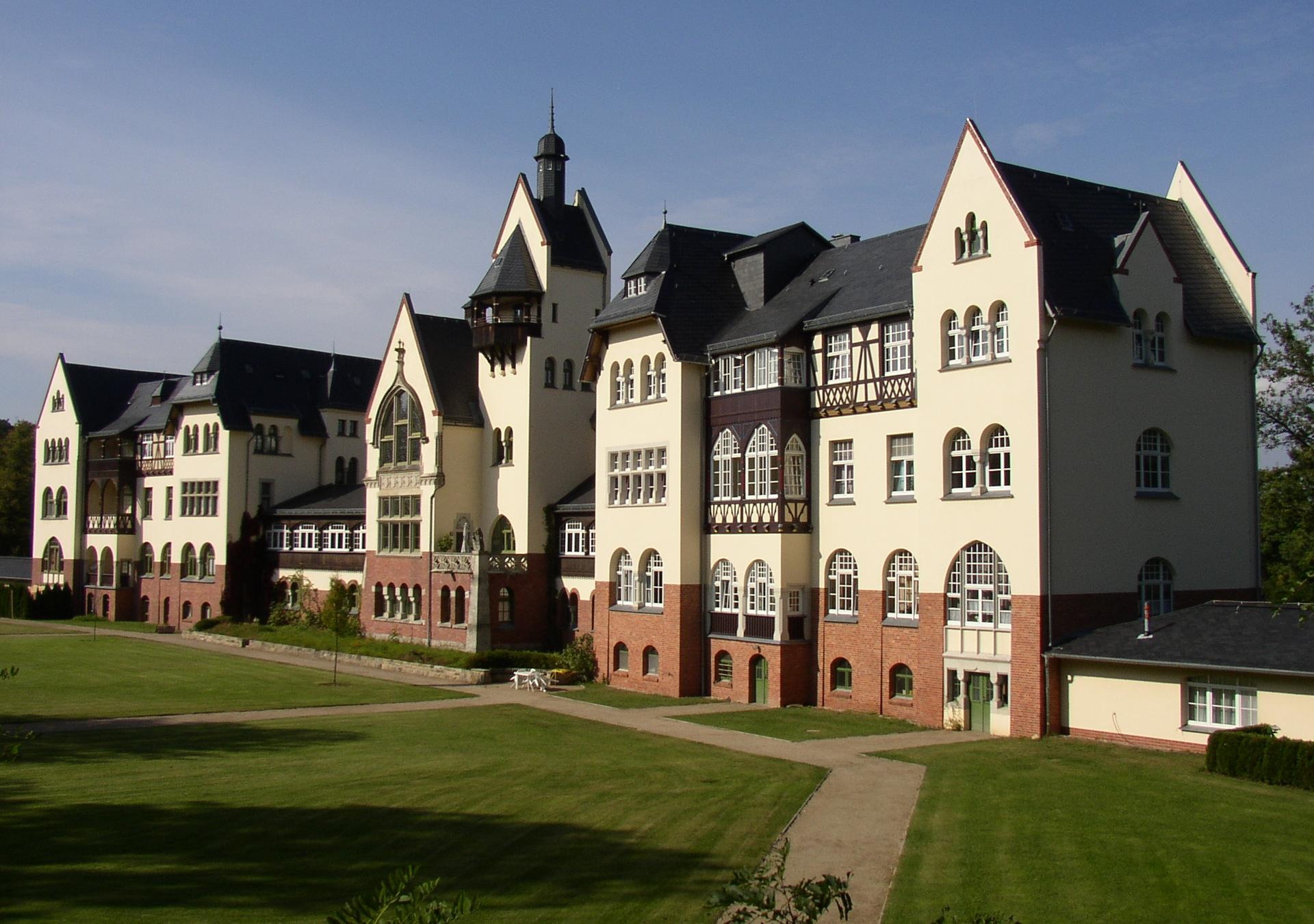
Gut Zeisigberg, uppfört som stadens sanatorium 1907.

År 1771 grundades en bosättning för pfalziska familjer i stadens utkant.  Staden Müllrose blev 1808 politiskt självständig.  Under 1800-talet utvecklades staden snabbt; 1855 fick staden sin första sparbank, 1868 en ny skola, 1869 anslutning till telegrafnätet och 1877 en järnvägsstation på linjen Königs Wusterhausen-Beeskow-Frankfurt an der Oder.
Familjen Schmidt tog 1839 över stadens kvarn, och kvarnen byggdes 1865 ut till en industriell ångkvarn. Denna var tekniskt framstående för sin tid även i en internationell jämförelse och prisbelöntes på världsutställningen 1873 i Wien.  År 1900 fick staden sin första tidning, Müllroser Anzeiger, 1901 en brandkår, och 1907 grundades ett sanatorium.
I staden fanns under andra världskriget utländska tvångsarbetare stationerade.  Bron över kanalen sprängdes i april 1945 när tyska styrkor retirerade, men i övrigt klarade sig staden huvudsakligen undan krigsförstörelse.

### Efter 1945
Under sovjetockupationen och Östtyskland konfiskerades kvarnen och drevs efter 1945 vidare i statlig regi.  Efter Tysklands återförening privatiserades kvarnen 1992 och drivs sedan dess av företaget Oderland Mühlenwerke Müllrose GmbH & Co. KG.  Sedan 1993 är staden huvudort i kommunalförbundet Amt Schlaubetal och sedan 2003 statligt erkänd ort för hälsa och rekreation.

## Befolkning
| År   | Invånare |
| ---- | -------- |
| 1875 | 2 710    |
| 1890 | 2 826    |
| 1910 | 2 876    |
| 1925 | 3 146    |
| 1933 | 3 249    |
| 1939 | 3 164    |
| 1946 | 3 515    |
| 1950 | 3 805    |
| 1964 | 3 271    |
| 1971 | 3 383    |

| År   | Invånare |
| ---- | -------- |
| 1981 | 3 171    |
| 1985 | 3 242    |
| 1989 | 3 139    |
| 1990 | 3 051    |
| 1991 | 3 044    |
| 1992 | 3 011    |
| 1993 | 3 053    |
| 1994 | 3 085    |
| 1995 | 3 140    |
| 1996 | 3 298    |

| År   | Invånare |
| ---- | -------- |
| 1997 | 3 565    |
| 1998 | 3 862    |
| 1999 | 4 021    |
| 2000 | 4 180    |
| 2001 | 4 290    |
| 2002 | 4 337    |
| 2003 | 4 400    |
| 2004 | 4 428    |
| 2005 | 4 437    |
| 2006 | 4 503    |

| År   | Invånare |
| ---- | -------- |
| 2007 | 4 530    |
| 2008 | 4 504    |
| 2009 | 4 477    |
| 2010 | 4 444    |
| 2011 | 4 367    |
| 2012 | 4 432    |
| 2013 | 4 463    |
| 2014 | 4 514    |
| 2015 | 4 566    |
| 2016 | 4 571    |

| År   | Invånare |
| ---- | -------- |
| 2017 | 4 587    |
| 2018 | 4 630    |
| 2019 | 4 636    |
| 2020 | 4 632    |

Detaljerade källor anges i Wikimedia Commons..

## Kultur och sevärdheter

### Museer
- Hembygdsmuseet som behandlar ortens historia fram till 1990.  Museet har en samling hästskjutsar och en utställning om ortens och kvarnens industrihistoria.  En filial till hembygdsmuseet finns i den tidigare brandstationen, där brandkårens och sjöfartens historia i Müllrose behandlas.

### Kulturhistoriskt intressanta byggnadsverk

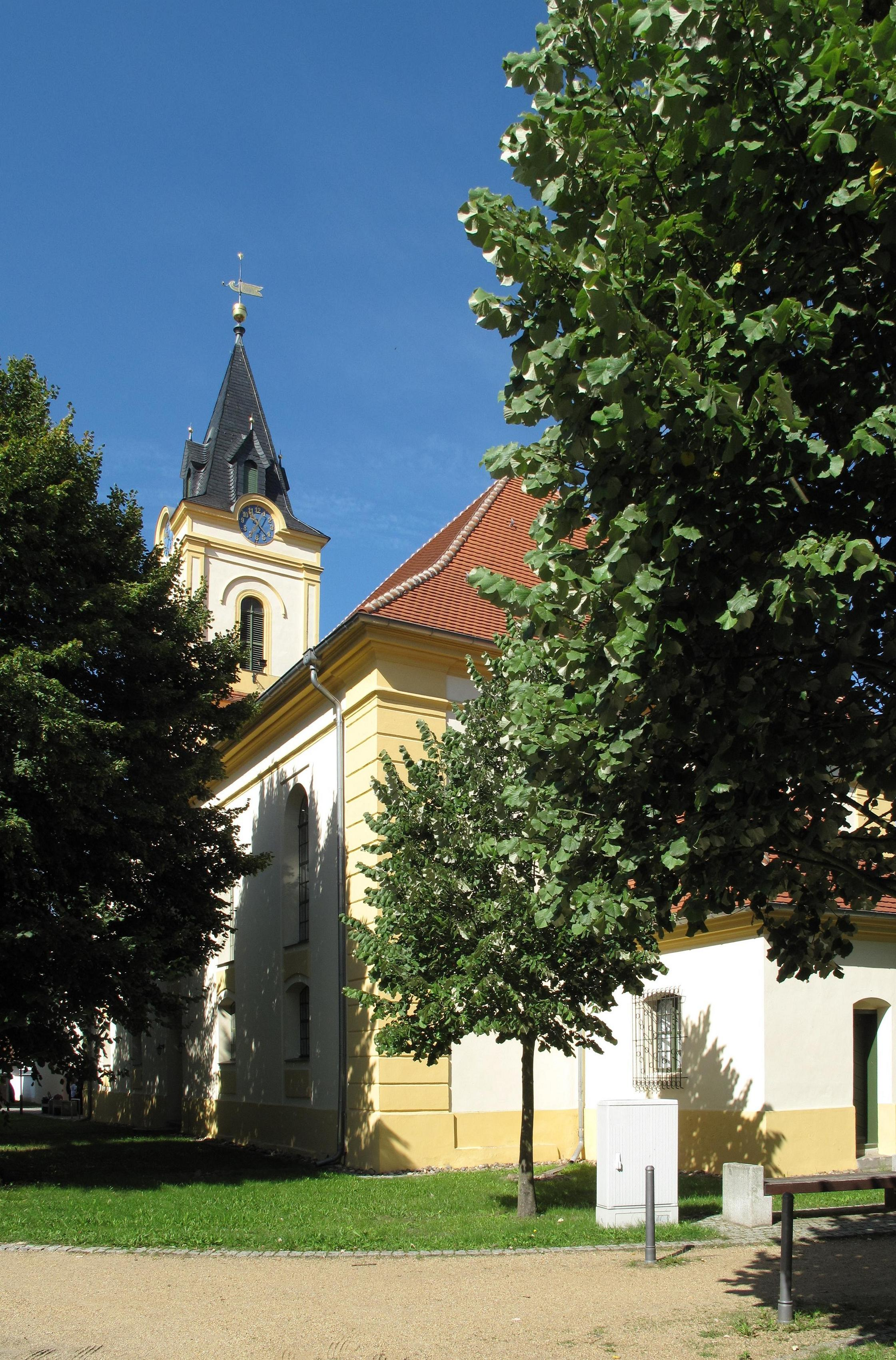
Müllroses stadskyrka

- Müllroses stadskyrka, ursprungligen uppförd omkring 1275 och ombyggd i barockstil 1747, med bevarad altartavla och orgel från 1700-talet.
- Gut Zeisigberg, uppfört 1907 som sanatorium för staden Berlins sjukkassa.  Ritades av firman Hakenholz & Brandes från Hannover, i Jugendstil. Idag används byggnaden för flera olika ändamål, bostäder, rekreation, vårdhem och förskola.  På området finns även ett jordbruk med djuruppfödning.
- Müllroser Mühle, spannmålskvarn.  Dagens huvudbyggnader härstammar från 1800-talet, men det har funnits en vattenkvarn på platsen sedan stadens grundande, minst sedan 1275, vilket gör kvarnen till den äldsta vid floden Schlaube.  Sedan privatiseringen 1992 är den idag den största kvarnen i östra Brandenburg.

### Minnesmärken

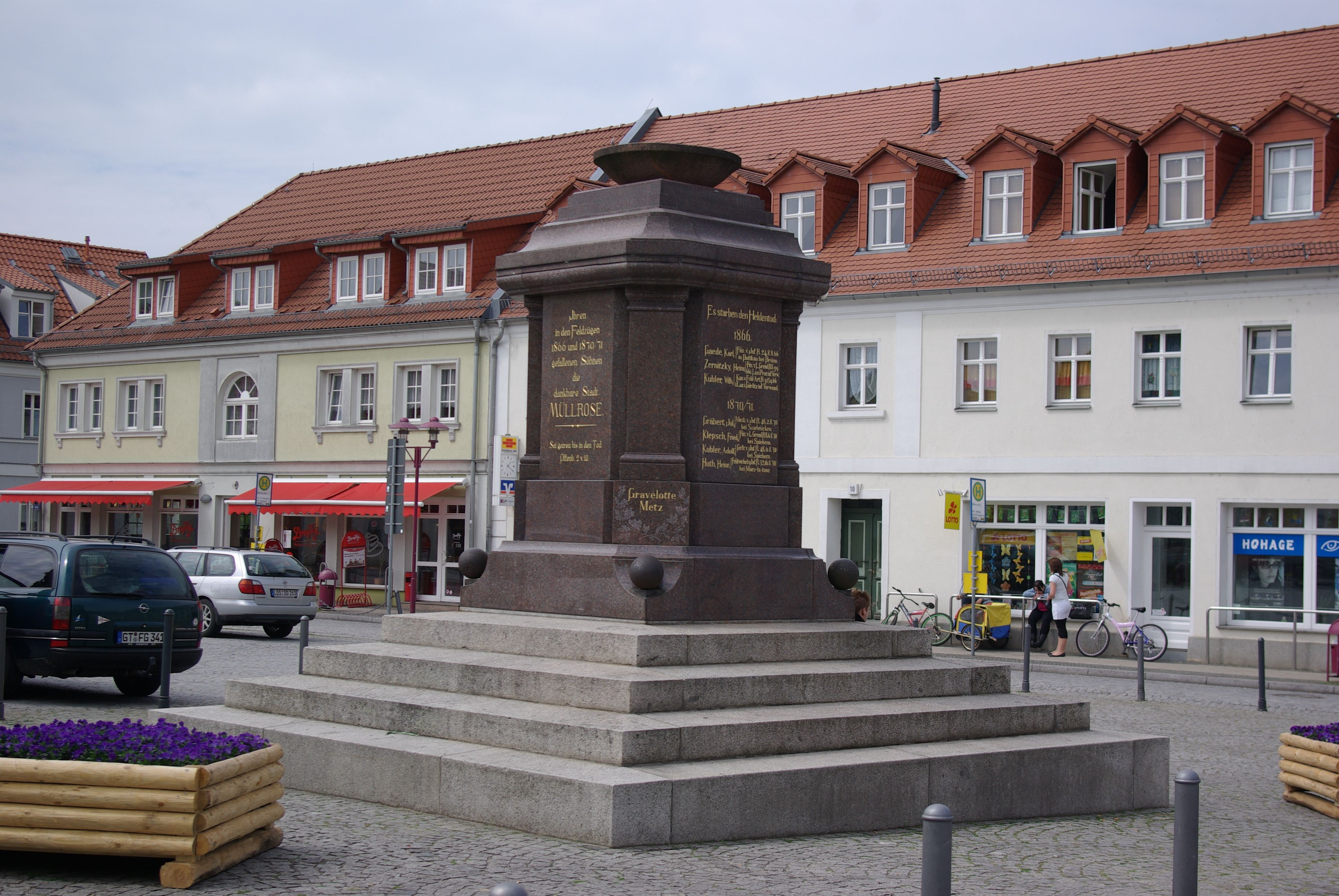
Minnesmärke vid torget över fallna soldater i krigen 1866 och 1870-1871.

- Minnesmärke över stupade soldater i Tysk-danska kriget 1866 och Tysk-franska kriget 1870-1871 på stadens torg.
- Minnesmärke över stupade i första världskriget vid Seeallee
- Minnesmärke över andra världskrigets offer vid nya kyrkogården.
- Minnesplats för fallna sovjetiska soldater vid Seeallee
- Ernst Thälmann-minnesmärket.  På platsen låg fram till 1887 ortens gamla kyrkogård.

### Naturminnen
- Kurfürsteneiche i Kaisermühl, planterad till kanalens invigning 1668.
- Naturskyddsområdet vid Müllroser See

### Naturturism i närområdet
Flera vägar för cykelturism passerar genom Müllrose.  I Müllroses omgivningar finns 
- Naturpark Schlaubetal
- Europacykelled R1
- Oder-Neisse-cykelleden
- Oder–Spree–Dahme-cykelleden
- Vandringsleder

## Kommunikationer

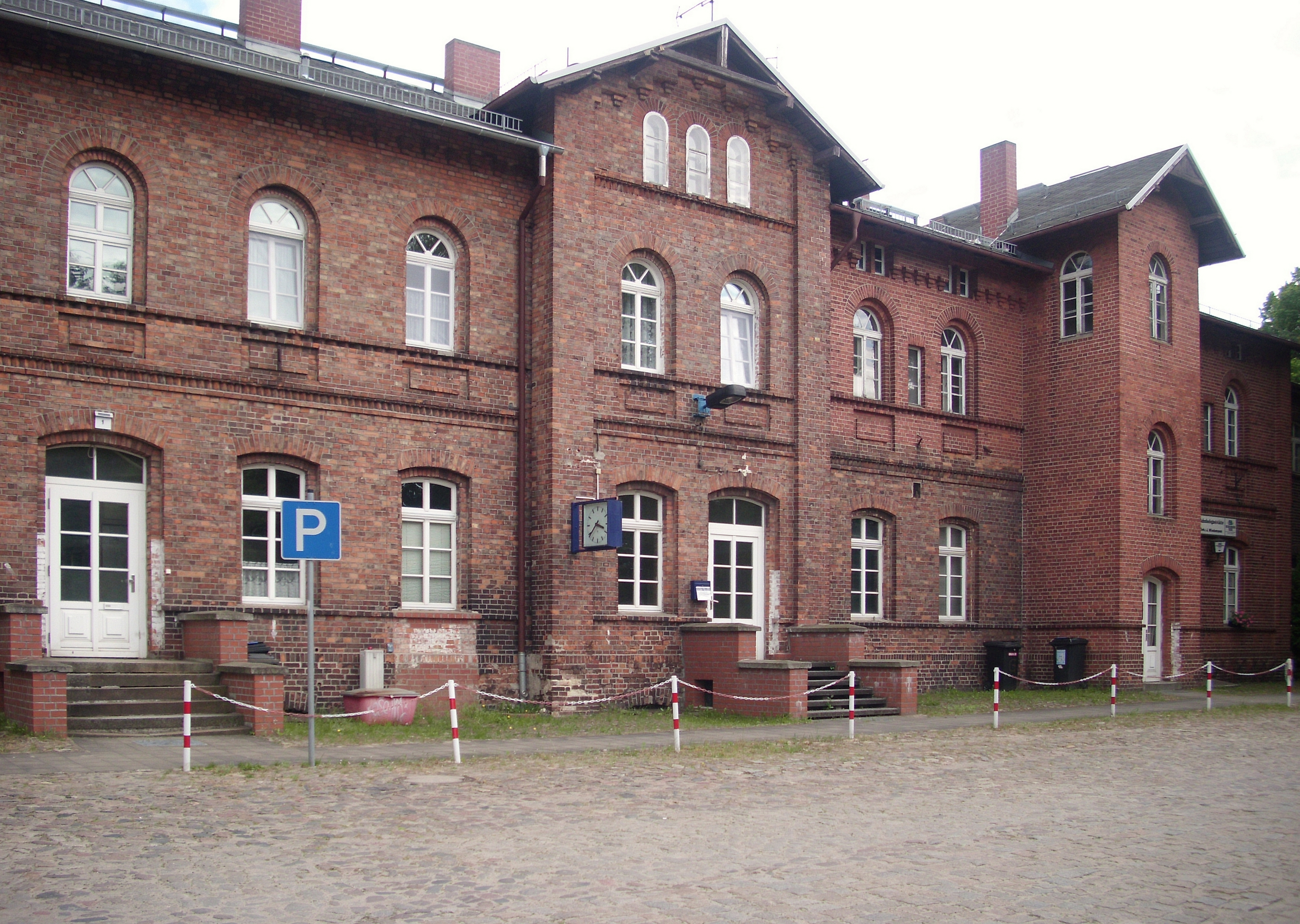
Müllroses järnvägsstation

Müllrose ligger strax söder om motorvägen A12 mellan Berlin och Frankfurt an der Oder, och har en avfart Müllrose väster om Frankfurt.  Genom staden passerar den federala landsvägen Bundesstrasse 87 mellan Leipzig och Frankfurt an der Oder.
Staden har en järnvägsstation som trafikeras med Ostdeutsche Eisenbahns regionaltåg, i ena riktningen mot Berlin-Lichtenberg via Beeskow och Königs Wusterhausen och i andra riktningen mot Frankfurt an der Oder.

## Kända Müllrosebor
- Rudolf Kürbis (1829-1913), cigarrfabrikör och författare, skrev under pseudonymen Rudolf Wellnau.